# Álex García Peña
Alejandro García Peña, más conocido como Álex García (Bilbao, Vizcaya, 24 de septiembre de 1984), es un exfutbolista y entrenador español que jugaba como centrocampista. Desde 2020, es el segundo entrenador del Club Polideportivo Cacereño.

## Trayectoria
De origen cántabro y formado en las categorías inferiores del Gama, pasó al equipo juvenil del Racing de Santander para posteriormente irse cedido al Rayo Cantabria de la Tercera División de España, donde disputó 32 partidos de liga anotando 15 goles y dando 11 asistencias.
Al año siguiente volvió a Santander para formar parte del Racing de Santander "B", de la Tercera División, quedando 1.º del grupo III de la Tercera División, consiguiendo 91 puntos y perdiendo solo 3 partidos de liga. Álex García fue el futbolista que más asistencias de gol realizó en el filial cántabro con 20 asistencias. Su enorme campaña en el filial Racingista hizo que debutara en Primera División con el Racing de Santander, el 22 de enero de 2006, en los Campos de Sport de El Sardinero, frente al Sevilla F. C. en el partido Racing 2-3 Sevilla.
Álex García consiguió el ascenso a Segunda División B con el filial racingista frente al Gernika C. F. quedando 2-2 en Santander y derrotando 0-2 al Gernika en su estadio, con un precioso gol de Álex García que supuso el 0-2 definitivo para el equipo cántabro. En la temporada 2006-07 fichó por el Bilbao Athletic, de la Segunda División B de España, disputando 29 partidos de liga y anotando 2 goles.
En la temporada 2007-08 el Villarreal C. F. se hizo con los serviciós del Álex para el filial castellonense. Ya en la temporada 2008-09 ficha por el Real Jaén de la Segunda División B de España. En la temporada 2012-13 jugó para el C. D. Guadalajara, ya en Segunda División, tras más de un lustro en equipos de Segunda B.
En la temporada 2013-14 vivió su mejor temporada a nivel goleador con el Sestao River, donde alcanzó los diez goles. Su buen hacer le llevó a incorporarse al C. D. Mirandés en 2014.
En la temporada 2016-17 fue cedido al C. D. Tenerife sin mucho éxito, regresando al club burgalés para la segunda mitad de la temporada. En la temporada 2017-18 fue jugador del Racing de Santander, donde se inició como futbolista.
Se retiró en 2020, tras dos temporadas como jugador del C. P. Cacereño.

## Clubes
| Club                    | País   | Año       |
| ----------------------- | ------ | --------- |
| Rayo Cantabria          | España | ?-2004    |
| Racing de Santander "B" | España | 2005-2006 |
| Racing de Santander     | España | 2006      |
| Bilbao Athletic         | España | 2006-2007 |
| Villarreal "B"          | España | 2007-2008 |
| Jaén                    | España | 2008-2010 |
| SD Eibar                | España | 2010-2011 |
| Club de Fútbol Badalona | España | 2011-2013 |
| Sestao River Club       | España | 2013-2014 |
| Club Deportivo Mirandés | España | 2014-2016 |
| Club Deportivo Tenerife | España | 2016-2017 |
| Racing de Santander     | España | 2017-2018 |
| C. P. Cacereño          | España | 2018-2020 |

## Palmarés
| Título                                  | Club            | País   | Año  |
| --------------------------------------- | --------------- | ------ | ---- |
| Copa Real Federación Española de Fútbol | Real Jaén C. F. | España | 2009 |